# Юргорден
Юргорден, Королівський ігровий парк (швед. Djurgården, Kungliga Djurgården) — музейний острів у центрі Стокгольма. На Юргордені розміщуються історичні будівлі і пам'ятники, музеї, галереї, парк розваг «Грьона-Лунд», музей просто неба «Скансен», а також великі ділянки лісу і луки.

## Визначні місця острова
- Скандинавський музей
- Біологічний музей (Стокгольм)
- Музей Ваза (вітрильник-музей XVII століття)
- Галерея Тіль
- Грьона-Лунд — парк розваг
- Цирк
- Юнібакен — дитячий культурно-розважальний центр за мотивами творів Астрід Ліндгрен, Туве Янссон тощо.
- Палац Розендаль
- Скансен — перший музей просто неба.